# خان كندي (غرمي)
خان كندي (بالفارسية: خان‌کندی) هي قرية تقع في أردبيل في إيران. يقدر عدد سكانها بـ 18 نسمة وترتفع عن سطح البحر 1,664 متر.

## معرض صور

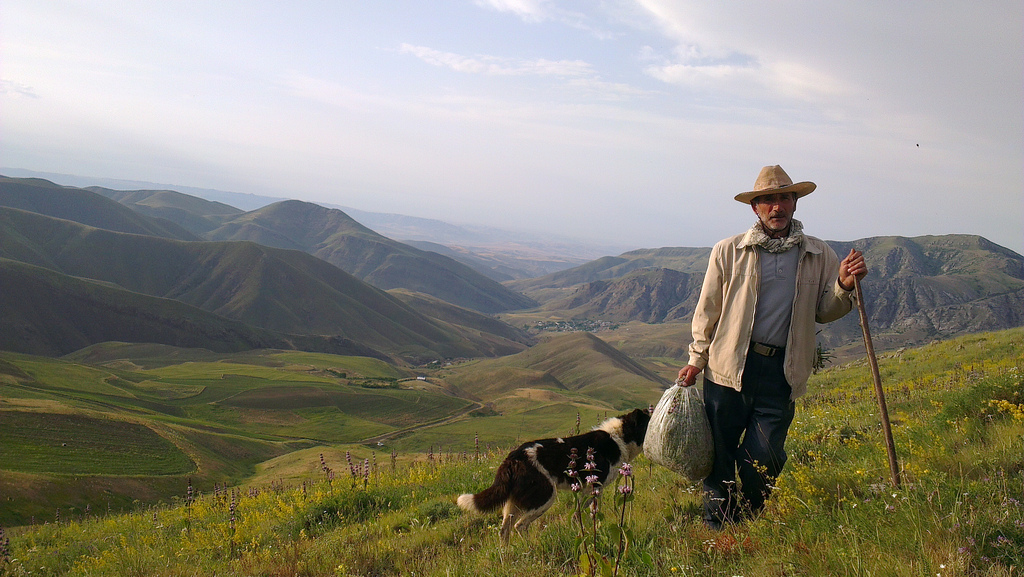
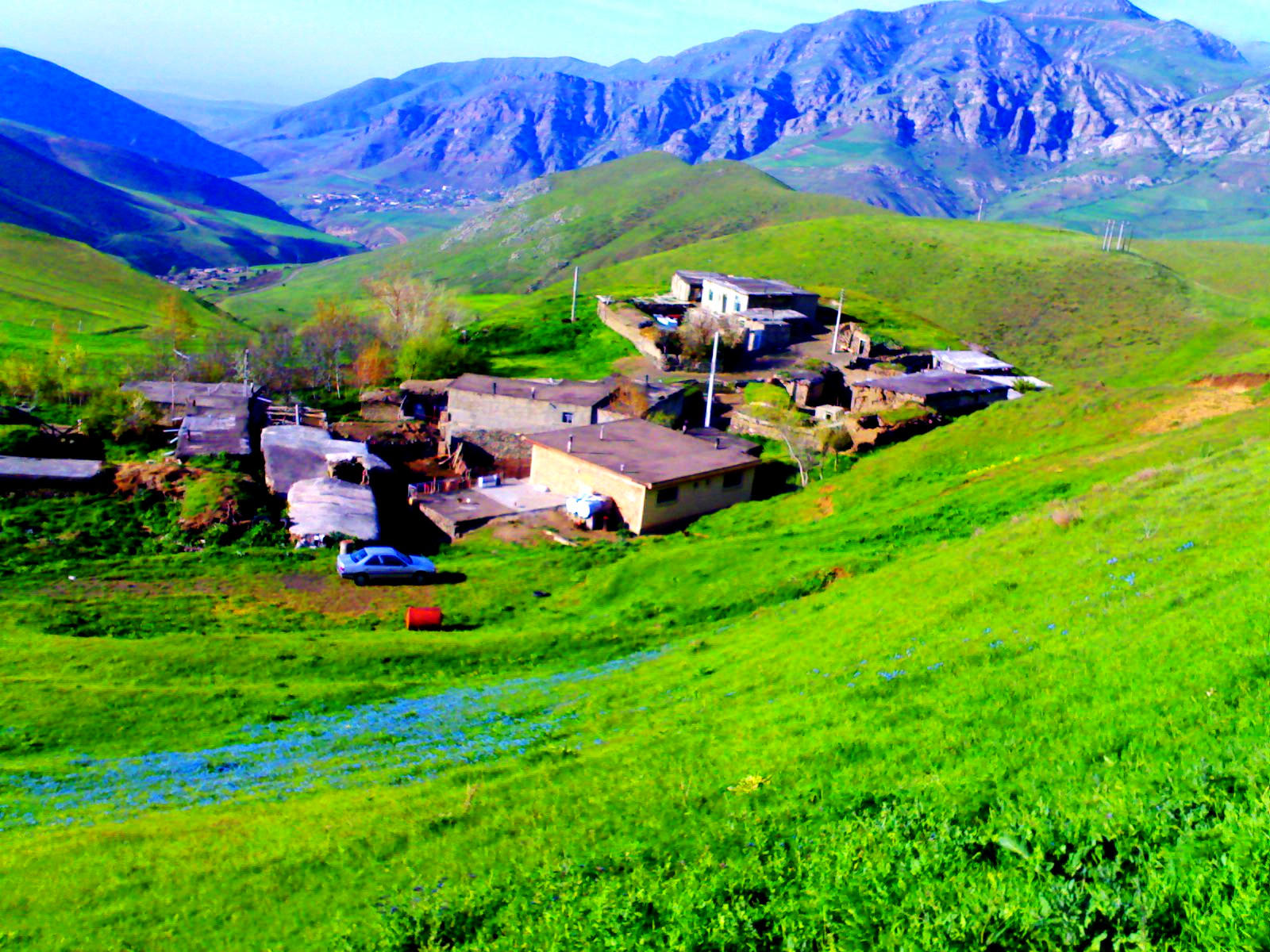
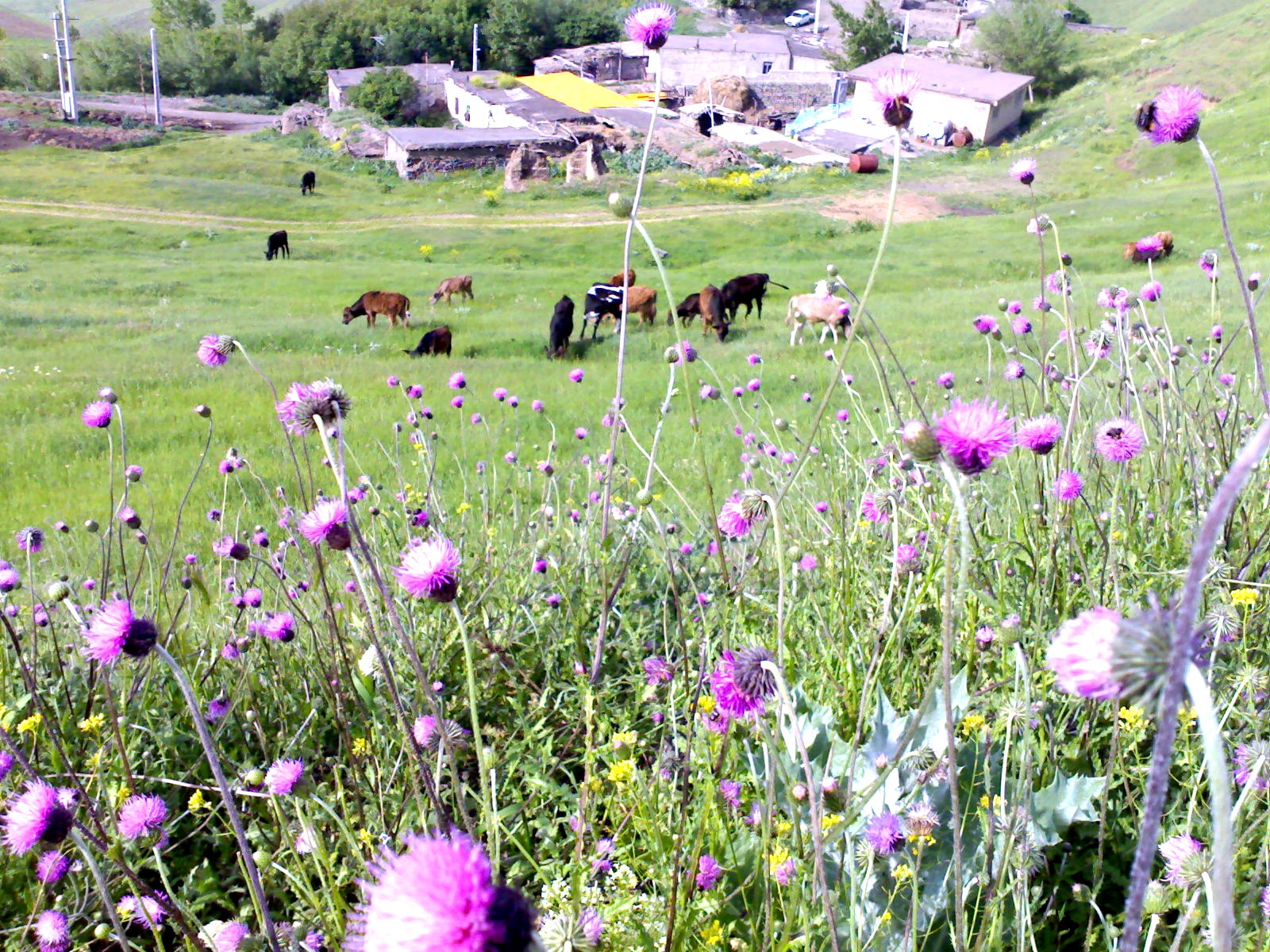
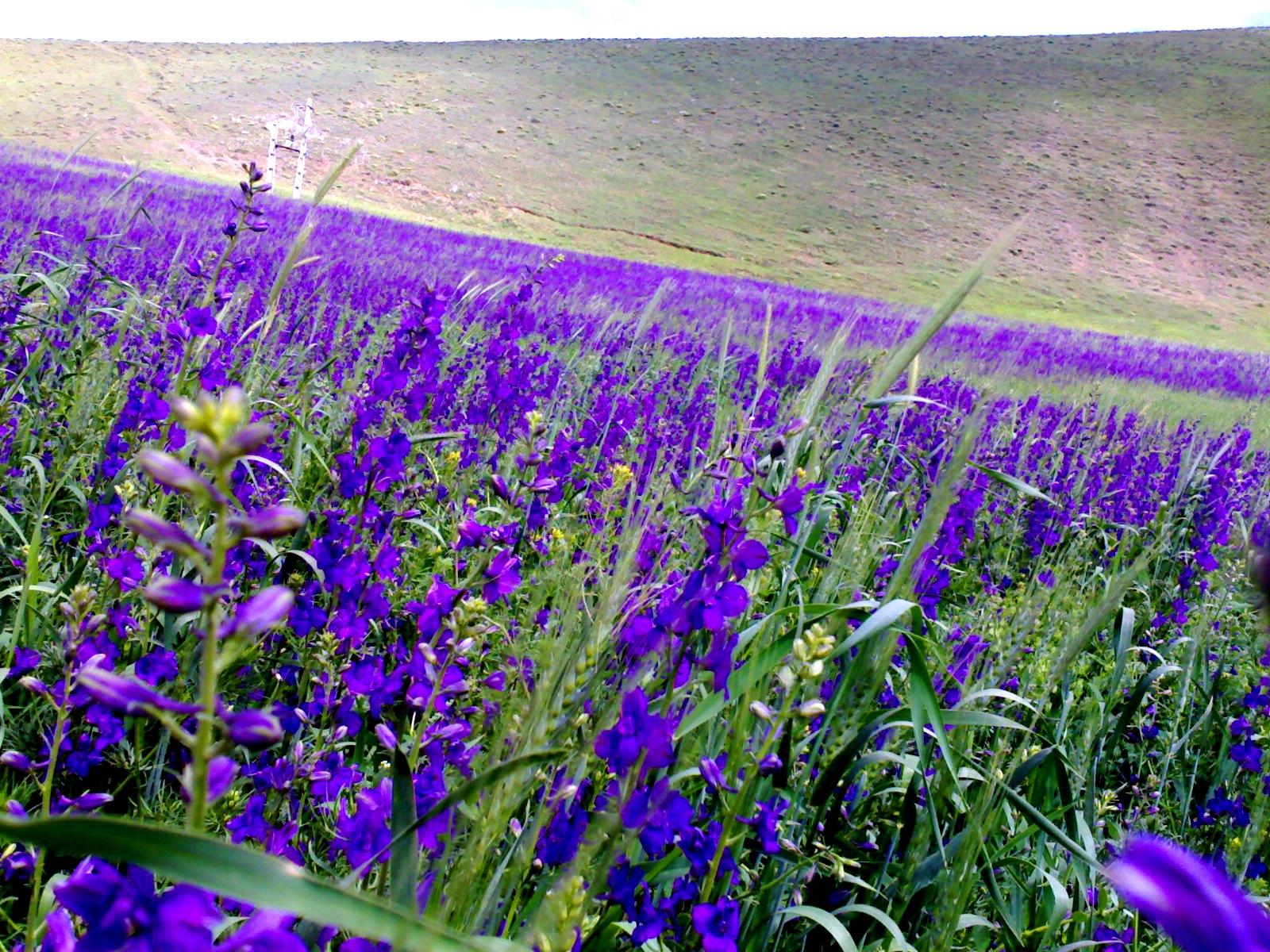
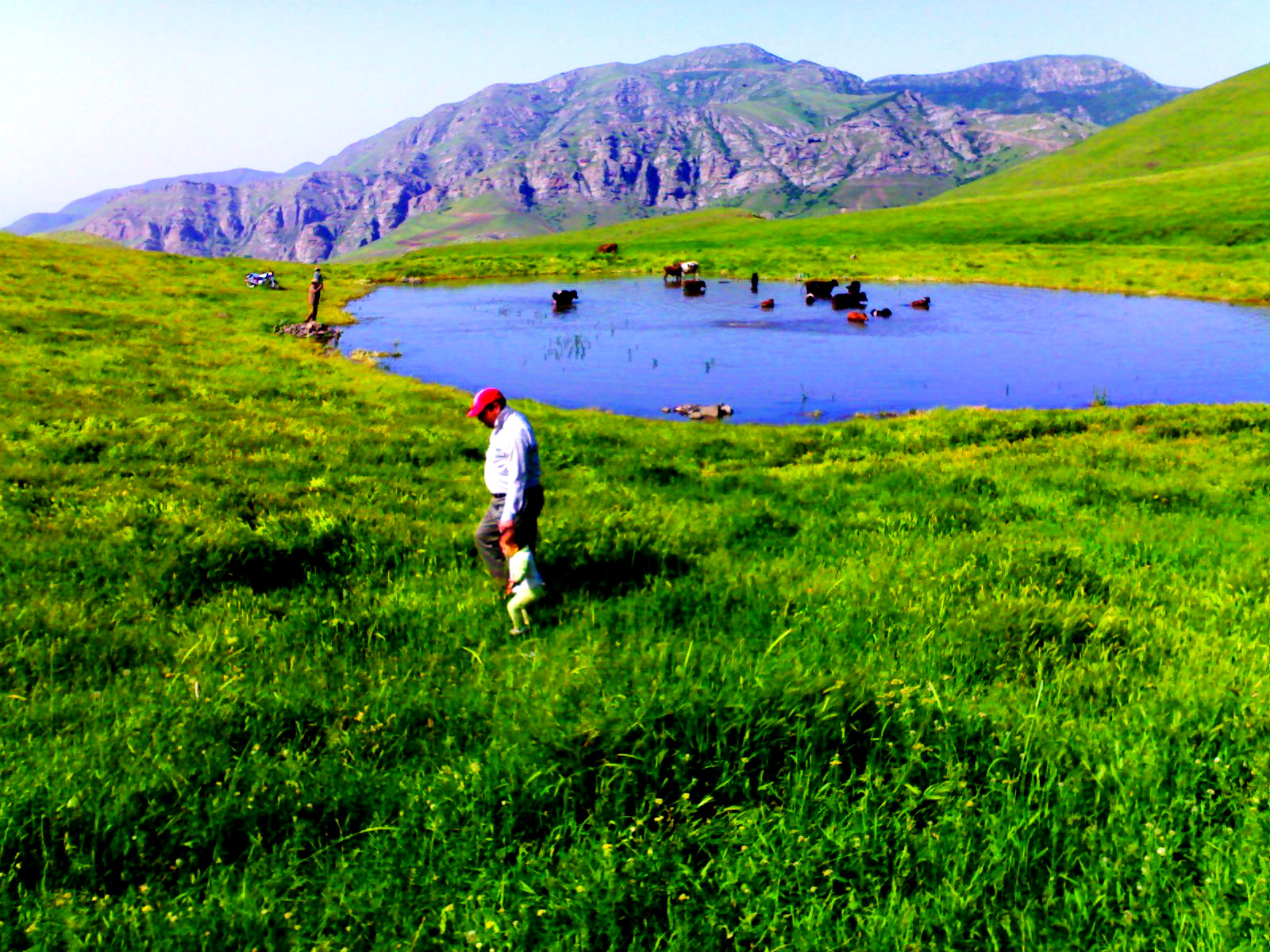